# Фемінізм у Швеції

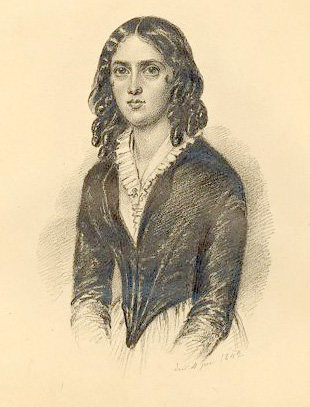
Вендела Хеббе, перша шведська журналістка у 1841 р. Портрет Марії Рьоль (1842 р.).

Фемінізм у Швеції — впливовий соціально-політичний рух за рівність  жінок у шведському суспільстві. Партії всього політичного спектру Швеції дотримуються гендерної політики у своїх публічних політичних маніфестах. Уряд Швеції через профільне Міністерство гендерної рівності втілює політику гендерної пріоритетності. Жінки у Швеції складають 45% парламенту. З 2014 року жінки складають 43% місцевих законодавчих органів.
Зародження шведського фемінізму сягає 17 ст. Він обговорювався в інтелектуальних колах протягом 18 ст. З часу публікації поеми Маргарети Момми «Samtal emellan Argi Skugga och en obekant Fruentimbers Skugga» (Бесіда між тінню Аргоса та тінню незнайомої жінки) в 1738 році, а потім відомого вірша Хедвіг Шарлотти Норденфліхт «Fruntimrens försvar» (На захист жінок, 1761) гендерні ролі та гендерна рівність стали одними з головних дискусійних тем соціально-політичного життя Швеції.
Шведські жінки мали обмежене право голосу під час Епохи Свободи в 1718–1772 роках. Неодружені жінки з високим рівнем освіти в 1862 році першими в світі отримали право голосувати на муніципальних виборах. Необмежене жіноче виборче право запроваджене в 1921 році. Відтоді Швеція залишається в авангарді інтелектуального і практичного фемінізму за гендерну рівність.
В наш час, шведське суспільство охопила третя хвиля фемінізму. «Феміністична ініціатива» стала першою феміністичною партією, що виграла мандат у Європейський парламент на виборах 2014 року в Швеції, повертаючи увагу до антирасизму і перспектив кольорових людей.

## Історія

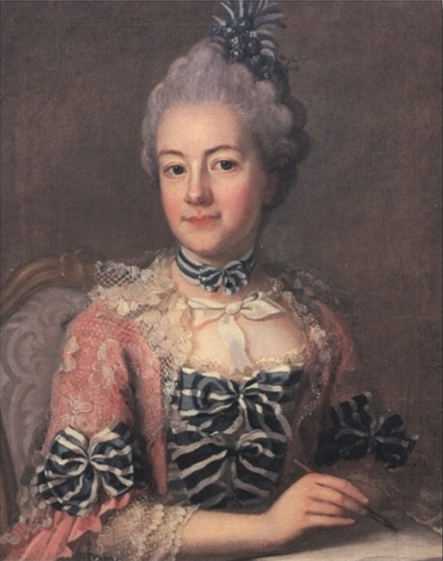
Портрет Хедвіг Шарлотти Норденфліхт шведської художниці Ульріки Паш

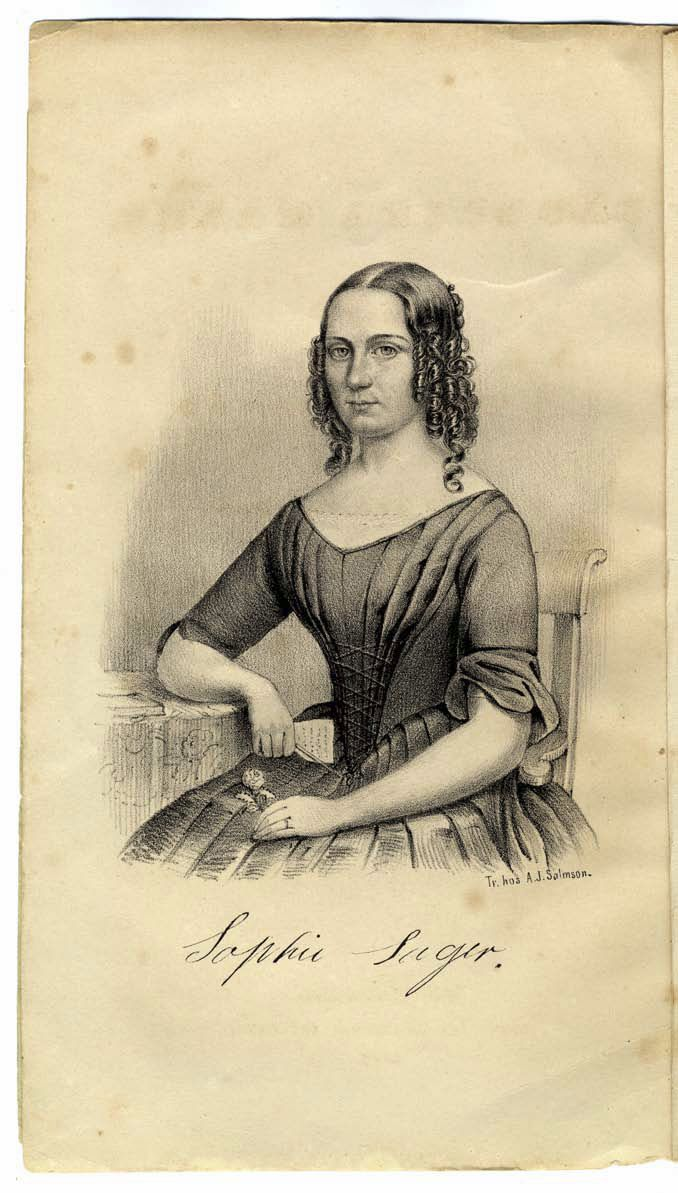
Софі Сагер була однією з перших шведських феміністських активісток сучасної епохи.

Протягом 17 століття питання, що стосувались гендерних ролей, гендерної рівності та прав жінок, піднімали деякі особи, наприклад, Софія Елізабет Бреннер та Беата Розенхане, але це були рідкісні винятки.
Протягом 18 століття гендерні ролі, гендерна рівність та реформи жіночого соціально-правового статусу обговорювалися в публічних дебатах та літературі. Багато анонімних жінок-журналісток і письменниць писали під псевдонімами у тимчасових періодичних виданнях, переважно за допомогою анонімної кореспонденції, лише невелика частина з них були ідентифіковані. Серед них були Маргарета Момма, Катарина Альгрен і Анна Марія Рюккершельд. В 1761 році Гедвіга Шарлотта Норденфліхт написала відому поему «Fruntimrens försvar» (На захист жінок).

### XIX століття
Перша громадська організація, заснована жінками в Швеції (і перше об'єднання шведських жінок задля досягнення і реформування чогось в суспільстві), була жіночим благодійним товариством Välgörande fruntimmerssällskapet, заснованим у Стокгольмі в 1819 році групою дворянських жінок під керівництвом принцеси Софії Альбертіни Шведської для підтримки бідних жінок. На той час таке об'єднання було радикальним кроком. Пізніше з'явилося багато інших благодійних жіночих товариств.
1839 року письменник Альмквіст Карл Йонас Лове розпочав довгі літературні дебати щодо гендерних ролей новелою «Det går an», в якій відстоював вільне кохання, право на співмешкання без обов'язку вступати в шлюб і право жінок мати досвід кохання, не втрачаючи незалежності, тобто не одружуючись.
В 1848 році Софі Сагер після повідомлення про зґвалтування викликала значні суперечки, які продовжилися під час суду у її справі. Вона стала, мабуть, першою жінкою у Швеції, яка публічно виступила на користь фемінізму. Так вона здобула відомість, хоча й була висміяна як феміністка. Ця справа була унікальною на той час і тому не призвела до жодного організованого руху.
В 1855 році Жозефіна Деланд заснувала Svenska lärarinnors pensionsförening (Товариство вчительок-пенсіонерок), щоб надати пенсійне забезпечення вчителькам на пенсії та гувернанткам. Бути педагогинею у той час було однією з кількох можливих професій для самозабезпечення жінок, і питання пенсії стояло для них вкрай актуально. Цілком можливо, що це вперше жінки у Швеції організувалися для вирішення власної широкої соціальної проблеми.
1856 року Фредрика Бремер опублікувала роман «Герта», що викликав велику полеміку і розпочав "Герта-дебати". Двома найважливішими питаннями було скасування «coverture» (принцип, відповідно до якого з моменту одруження жінка втрачала громадянську правоздатність і потрапляла в повну залежність від чоловіка), а також забезпечення державою жінкам еквівалента університету. Соціальні зміни не забарились: у 1858 році реформа, яка надавала неодруженим жінкам право подавати на законне повноліття за спрощеною процедурою, а в 1861 році засновано Högre lärarinneseminariet - перший жіночий університет. У 1859 році Софі Адлерспарр і Розалі Олівекрона заснували перший у Швеції та в нордичних країнах журнал для жінок «Tidskrift för hemmet». Це стало відправною точкою жіночого руху в Швеції.
Організований жіночий рух розпочався у 1873 році, коли Анна Херта-Ретзіус та Елен Анкарсвард  заснували «Föreningen för gift kvinnas äganderätt» (Асоціацію прав власності одружених жінок). Головним завданням організації було повне скасування coverture. У 1884 році  Софі Адлерсарре заснувала «Fredrika-Bremer-Förbundet» (Товариство Фредріки Бремер), метою якого було покращення прав жінок. Друга половина 19 століття характеризується створенням кількох жіночих правозахисних організацій, їх значною активністю та інтелектуальними дискусіями.
У 1880-х роках відбулися так звані "Дебати чесноти" (Sedlighetsdebatten), коли гендерні ролі обговорювалися в літературних дебатах щодо подвійних стандартів на противагу гендерній рівності. Однією з активних учасниць дебатів була «Svenska Federationen» (Шведська федерація), яка працювала, щоб покласти край системі регулювання проституйованих жінок і поставила під сумнів тогочасні подвійні стандарти, за якими ця система була виправданою.

### ХХ століття — сучасність

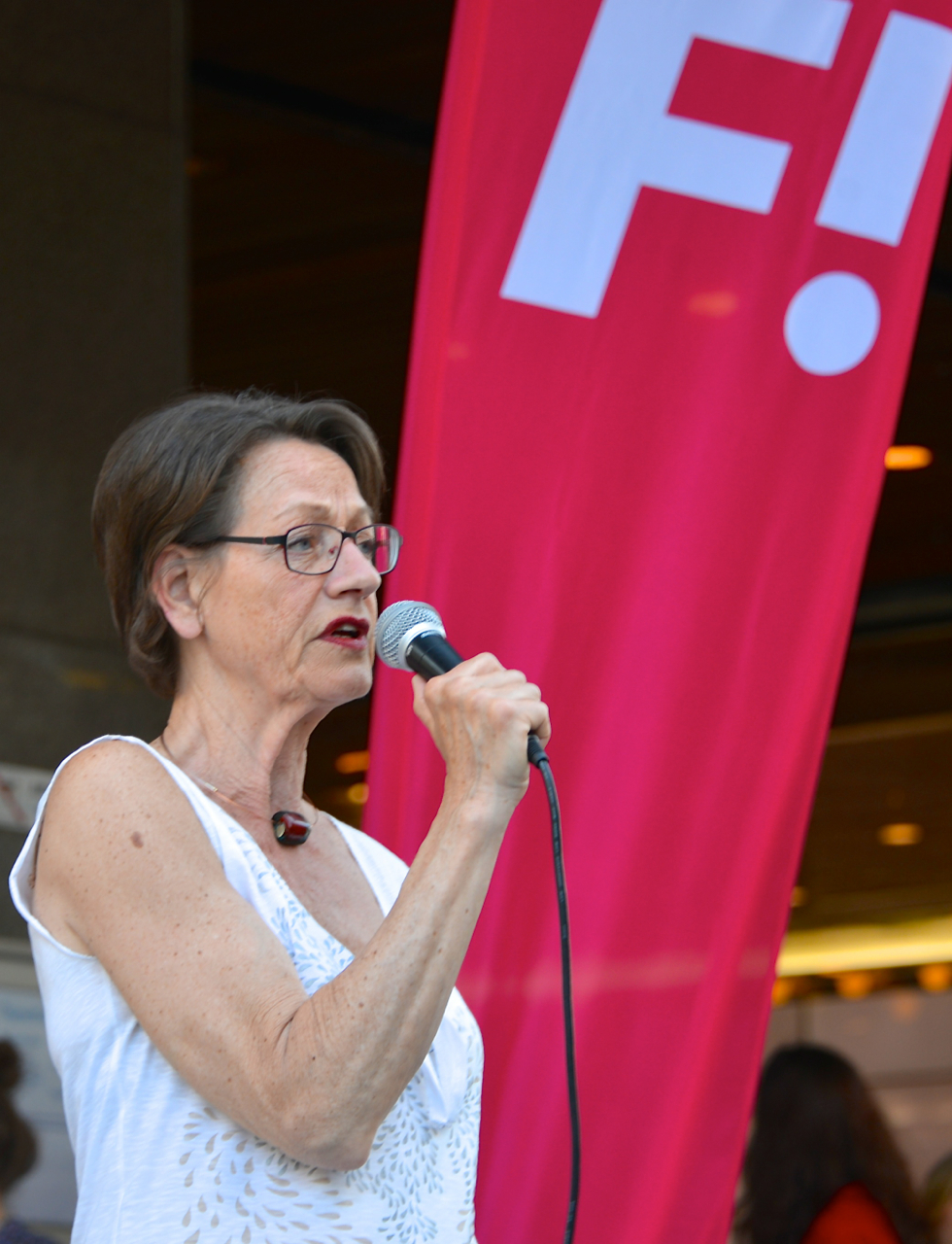
Гудрун Шуман виступає від імені політичної партії Феміністична ініціатива, 2014 р., Стокгольм.

В 1902 році засноване Національне товариство за жіноче виборче право у Швеції. Жіноче виборче право запроваджене в 1921 році, коли жінки формально отримали рівні права з громадянами-чоловіками. З 1921 до 1954 року школа Kvinnliga medborgarskolan vid Fogelstad провела курси з навчання жінок щодо їхніх нових прав як повноправних та рівноправних громадянок, закликаючи жінок використовувати свої нові права.
У міжвоєнний період для жінок існували різні журнали та організації усіх політичних поглядів і класів. Жінки також організували жіночі крила політичних партій, такі як Соціал-демократичні жінки в Швеції і Помірні жінки, через які направляли свої вимоги, таким чином вступаючи в політичне життя.
В 1960— 1970 роках у Швеції зародилася нова хвиля фемінізму: в 1968 році була створена організація «Grupp 8», яка започаткувала і порушила низку питань у сфері гендерної рівності. В 1973 році феміністична група «Arbetets kvinnor» (Жінки праці) виділилася з Grupp 8. В культурній сфері проявився музичний феміністичний гурт Röda bönor.
Наприкінці 1990-х років відбулося відродження активності фемінізму в Швеції, значно заохочене урядом. Ліва партія, на чолі з Гудрун Шуман, була в цьому особливо активною.
В 1997 році Уряд Швеції заснував Шведське жіноче лобі, яке у 2000-х призвело до феміністських кампаній, таких як культурний рух Bara Bröst, порнофільм Брудні щоденники, але також і до антифеміністичних, таких як документальний фільм Гендерна війна.
2005-го року заснована політична сила Феміністична ініціатива під лідерством Гудрун Шуман, яка з 1990-х років була провідною фігурою шведського фемінізму.
У 2017 році Марія Тереза Рівера стала першою жінкою в світі, яка отримала притулок через те, що була незаконно ув'язнена за невиконання заборони на аборт. Вона знехтувала забороною аборту в Сальвадорі та отримала притулок у Швеції.